# 前田旺志郎
前田 旺志郎（まえだ おうしろう、2000年〈平成12年〉12月7日 - ）は、日本のお笑いタレント、俳優。兄弟お笑いコンビ・まえだまえだのボケ担当。相方で実兄は前田航基。大阪府吹田市出身。松竹エンタテインメント所属。

## 来歴
大阪府吹田市出身。松竹エンタテインメント所属。慶應義塾大学卒業。
兄は同じ事務所所属の前田航基。兄・航基とはお笑いコンビ「まえだまえだ」を結成し、コンビとしては松竹芸能に所属していた。「M-1グランプリ2007」の準決勝に史上最年少で進出した。本人はボケ担当。

## 出演
※コンビでの出演はまえだまえだを参照。個人での出演のみ記載。

### ドラマ
- ナショナル劇場 水戸黄門 第35部 第6回（2005年、TBS） - 三郎（幼児期） 役
- ちいさこべ〜若棟梁と九人の子〜（2006年、NHK総合） - 伝次 役
- メッセージ〜伝説のCMディレクター・杉山登志〜（2006年8月28日、TBS）
- ぽっかや診療所事件カルテ(6)（2007年2月17日、朝日放送）
- よろずや平四郎活人剣（2007年、テレビ東京）
- しゃばけ（2007年11月24日、フジテレビ）
- 帰ってくるのか?!33分探偵（2009年3月21日、フジテレビ） - 鞍馬六郎 役
- 赤鼻のセンセイ（2009年7月8日 - 9月9日、日本テレビ） - 本間きいた 役
- 大河ドラマ（NHK） 
  - 平清盛（2012年） - 平太（平清盛幼少期） 役
  - いだてん〜東京オリムピック噺〜（2019年） - 小池禮三 役
- 浪花少年探偵団（2012年7月2日 - 9月17日、TBS） - 原田修 役
- 石坂線物語シリーズ「華の火」（2012年9月14日、NHK大津） - トン君 役
- そこをなんとか（NHK BSプレミアム） - 久保田昴 役
  - そこをなんとか（2012年10月21日 - 12月16日）
  - そこをなんとか2（2014年8月3日 - 9月21日）
- PRICELESS〜あるわけねぇだろ、んなもん!〜（2012年10月22日 - 12月24日、フジテレビ） - 鞠丘貫太 役
- ヒロシマ 復興を夢みた男たち（2013年3月16日、NHK）
- ラスト・ディナー 第5話「未来の思い出」（2013年4月6日、NHK BSプレミアム） - 少年 役
- 連続ドラマW（WOWOW）
  - LINK（2013年10月6日 - 11月3日） - 松岡正太郎 役
  - OZU 〜小津安二郎が描いた物語〜 第3話「非常線の女」（2023年11月26日） - 海斗 役[2]
- 山田太一ドラマスペシャル 時は立ちどまらない（2014年2月22日、テレビ朝日）
- その日のまえに（2014年3月、NHK BSプレミアム）
- 出入禁止の女〜事件記者クロガネ〜（2015年1月15日 - 2月26日、テレビ朝日） - 鉄一路 役
- 明日もきっと、おいしいご飯〜銀のスプーン〜（2015年6月1日 - 7月31日、東海テレビ） - 早川調 役
- 藤沢周平 新ドラマシリーズ 冬の日（2015年12月6日、時代劇専門チャンネル） - 清次郎（幼少期） 役
- 大阪環状線 ひと駅ごとの愛物語（2016年2月9日、関西テレビ放送） - 樫野悠 役
- 大岡越前3 第6話（2016年2月19日、NHK BSプレミアム） - 長吉 役
- おみやさんスペシャル2（2016年10月15日、テレビ朝日） - 新垣隼人 役
- カルテット 第3話（2017年1月31日、TBS） - 岩瀬純 役
- ウツボカズラの夢（2017年8月5日 - 9月30日、フジテレビ） - 福本知也 役
- 連続テレビ小説（NHK）
  - わろてんか（2017年10月 - 2018年3月） - 舶来屋キース（幼少期） 役
  - おちょやん（2021年3月22日 - 5月14日） - 松島寛治 役[3]
- 民衆の敵〜世の中、おかしくないですか!?〜 第3話（2017年11月5日、フジテレビ） - 幹也 役
- スペシャルドラマ必殺仕事人（2018年1月7日、テレビ朝日）
- 命売ります（2018年1月13日 - 3月24日、BSジャパン） - 井上薫 役
- 銀河鉄道999 40周年記念生ドラマ 銀河鉄道999 Galaxy Live Drama（2018年6月18日、BSスカパー!） - 星野鉄郎 役
- 琥珀の夢（2018年10月5日、テレビ東京） - 常蔵 役
- マリオ〜AIのゆくえ〜（2018年10月13日、NHK BSプレミアム）
- THE GOOD WIFE / グッドワイフ 第4話（2019年2月3日、TBS） - 中村明宏 役
- 騎士竜戦隊リュウソウジャー 第10話（2019年5月19日、テレビ朝日） - 森健太 役[4]
- ラジエーションハウス〜放射線科の診断レポート〜 特別編（2019年6月24日、フジテレビ） ‐ 平山良平 役
- 就活生日記 第2話（2020年3月10日、NHK総合） - 吉川琢磨 役
- MIU404 第3話（2020年7月10日、TBS） ‐ 勝俣奏太 役
- 荒ぶる季節の乙女どもよ。（2020年9月9日 - 10月28日、MBS・TBS） - 天城駿 役[5]
- 猫（2020年11月14日 - 12月19日、テレビ東京） - 主演・天音光司 役（小西桜子とのダブル主演）[6]
- 夢中さ、きみに。（2021年1月7日 - 2月4日、毎日放送他5局） - 小松豊 役[7]
- DIVE!!（2021年4月15日 - 7月1日、テレビ東京） - 坂井弘也 役[8]
- 珈琲いかがでしょう 最終話（2021年5月24日、テレビ東京） - ホームレス・たこ（若い頃） 役[9]
- 婚活探偵（2022年1月8日 - 2月12日、BSテレ東） - 八神旬 役[10]
- ファイトソング 第3話（2022年1月25日、TBS） - クリス 役
- カナカナ（2022年5月16日 - 6月30日、NHK総合） - 岸辺勇介 役[11]
- 拾われた男 Lost Man Found（2022年6月26日 - 8月28日、NHK BSプレミアム・ディズニープラス）- 中田 役[12]
- 量産型リコ -プラモ女子の人生組み立て記-（2022年7月1日 - 9月2日、テレビ東京）- 浅井祐樹 役[13]
  - 量産型リコ -もう1人のプラモ女子の人生組み立て記-（2023年6月30日 - 9月1日、テレビ東京）[14]
- ワンナイト・モーニング 第5話「タマゴサンド」（2022年9月2日、WOWOW）- 主演・宮川晴人 役（池田朱那とのダブル主演）[15]
- 女神の教室〜リーガル青春白書〜（2023年1月9日 - 3月20日、フジテレビ） - 桐矢純平 役[16][17]
- Dr.チョコレート（2023年4月22日 - 6月24日、日本テレビ） - お笑い / 落合瞬 役[18]
- ああ、ラブホテル 〜秘密〜 第7話「思ってたのと違う」（2023年6月30日、WOWOW） - 利久 役[19]
- 僕たちの校内放送（2023年8月2日 - 23日、フジテレビ） - 大城健太 役[20]
- 舟を編む 〜私、辞書つくります〜（2024年2月18日 - 4月21日、NHK BS・NHK BSプレミアム4K） - 天童充 役[21]
- 未解決事件 No.10 下山事件（2024年3月30日、NHK）[22]
- 柚木さんちの四兄弟。（2024年5月28日 - 7月18日、NHK総合） - 宮本大樹 役[23]
- あの子の子ども（2024年6月25日 - 9月17日、関西テレビ・フジテレビ） - 笹部隼人 役[24]
- 団地のふたり 第5話 - （2024年9月29日 - 、NHK BS・NHK BSプレミアム4K） - 鈴木翔太 役[25]
- オクラ〜迷宮入り事件捜査〜（2024年10月8日 - 12月17日、フジテレビ） - 吉岡雷 役[26]
- ホットスポット 第4話・第5話・第7話・第9話（2025年2月2日・9日・23日・3月9日、日本テレビ） - 松崎将吾 役[27]
- ゴースト・オブ・レディオ〜バチボコ怖い心霊バスツアー〜 ディレクターズカット版（2025年2月16日、WOWOW）[28]
- PJ 〜航空救難団〜（2025年4月24日 - 6月19日、テレビ朝日） - 近藤守 役[29]

### 配信ドラマ
- 福家堂本舗 -KYOTO LOVE STORY-（2016年10月19日 - 12月28日、Amazon Prime Video） - 庵智 役[30]
- 仮面ライダーBLACK SUN（2022年10月28日、Amazon Prime Video） - 堂波真一（1972年） 役[31]
- サラリーマントーマス（2022年11月17日 - 2022年12月2日、YouTube） - 主演・十升 / トーマス 役[32]

### バラエティ
- メレンゲの気持ち（2015年7月25日、日本テレビ）
- テストの花道 ニューベンゼミ（2017年4月3日 - 2018年3月26日、NHK Eテレ） - ゼミ長
- A-Studio+（2021年11月26日、TBSテレビ）

### 映画
- 奇跡（2011年） - 主演・木南龍之介 役
- スノー・バディーズ - シャスタ 役（日本語吹き替え）
- おかえり、はやぶさ（2012年） - 岩松風也 役
- 超高速!参勤交代（2014年） - 徳川宗翰 役
- 海街diary（2015年6月13日） - 尾崎風太 役
- レミングスの夏（2017年10月1日） - 主演・南木秀平 役
- 超・少年探偵団NEO -Beginning-（2019年10月25日） - 塚原舜 役[33]
- キネマの神様（2021年8月6日）- 円山勇太 役[34]
- うみべの女の子（2021年8月20日） - 鹿島翔太 役[35]
- 彼女が好きなものは（2021年12月3日） - 高岡亮平 役[36][37]
- MIRRORLIAR FILMS Season4『名もなき一篇 東京モラトリアム』（2022年9月2日）[38][39]
- グッバイ・クルエル・ワールド（2022年9月9日、ハピネットファントム・スタジオ） - 浜田の手下 役[40]
- わたしの幸せな結婚（2023年3月17日、東宝） - 五道佳斗 役[41]
- コーポ・ア・コーポ（2023年11月17日、ギグリーボックス） - 辰巳カズオ 役[42]
- 笑いのカイブツ（2024年1月5日、ショウゲート / アニモプロデュース）[43]
- からかい上手の高木さん（2024年5月31日、東宝） - 浜口 役[44]
- まだゆめをみていたい（2024年7月26日、Hulu配信映画）[45]
- ラストマイル（2024年8月23日、東宝） - 勝俣奏太 役[46][47]
- うちの弟どもがすみません（2024年12月6日、松竹） - 本間央太 役[48]
- 山田くんとLv999の恋をする（2025年3月28日、KADOKAWA） - 岡本武明 役[49]
- 代々木ジョニーの憂鬱な放課後（2025年春公開予定、SPOTTED PRODUCTIONS）[50]
- リライト（2025年6月13日、バンダイナムコフィルムワークス） - 室井大介 役[51][52]
- となりの宇宙人（2025年6月27日、SPOTTED PRODUCTIONS）- 田所運一郎 役[53]
- ROPE（2025年7月25日、SDP） - 青山光太郎 役[54]
- ベートーヴェン捏造（2025年9月12日公開予定、松竹） - カール・ヴァン・ベートーヴェン 役[55]
- こんな事があった（2025年9月13日公開予定、イーチタイム） - 主演・アキラ 役[56]

### 広告
- 丸大食品（2007年7月 - 2008年6月）
- P&G「ジョイ」（2006年 - ） - ジョイ君の声
- 進研ゼミ小学講座（2012年3月）
- 味の素「クックドゥ 今日の大皿」（2012年）共演：松重豊
- KDDI・沖縄セルラー電話（各au）「CHANNEL au」、「auの学割」、「auにかえる割」、「auスマートバリュー」他（2013年2月4日 - 2014年1月15日）共演：剛力彩芽・井川遥・森三中・和田アキ子・きゃりーぱみゅぱみゅ・哀川翔
- みずほフィナンシャルグループ 東京2020「心の叫び篇」（2021年7月 - ）
- BOAT RACE振興会「ボートレース だれもが躍動するスポーツ」（2025年1月1日 - ）オウシロウ役（神尾楓珠・江口のりこ・中村獅童・笹野高史・矢吹奈子と共演）[57]

### 舞台
- 三月花形歌舞伎〜児雷也豪傑譚話〜（2005年、京都南座）
- あかね空（2005年12月、新歌舞伎座）
- 最貧前線（2019年8月 - 10月／水戸芸術館ACMホール、世田谷パブリックシアターほか）
- NIPPON・CHA!CHA!CHA!（2020年1月／神奈川芸術劇場≪大スタジオ≫） - 主演：カズオ 役
- 愛するとき 死するとき（2021年11月 - 12月／シアタートラム）
- ミュージカル「夜の女たち」（2022年9月 - 10月／神奈川芸術劇場≪ホール≫） - 川北清 役[58]
- My Boy Jack (2023年10月 - 11月／紀伊國屋サザンシアター TAKASHIMAYAほか) - ジョン(ジャック)・キプリング 役

### 情報番組
- めざましテレビ (2023年2月6日・2月13日・2月20日、フジテレビ) - 2023年2月度マンスリーエンタメプレゼンター

### ラジオドラマ
- 劇ラヂ!ライブ＠渋谷 ラジオドラマ「無くならへん」（2013年5月3日、NHKラジオ第一）[59]
- FMシアター（NHK-FM）
  - 引き出したのなら 仕舞っておいて（2015年12月5日） - 三好悟史 役[60]
  - 空振りホームラン（2017年12月9日） -洋一郎 役[61]
  - エリートピッチャーにさよなら（2022年6月18日） - 相田光太郎 役[62]
- 青春アドベンチャー「エヴリシング・フロウズ」（2017年6月26日 - 7月7日、NHK-FM） - ヒロシ 役[63]
- オーディオドラマ版「最貧前線 ～『宮崎駿の雑想ノート』より ～」（2020年6月26日 - 7月15日 配信、水戸芸術館公式サイト） - 吉祥丸の見習い 役[64][65]

### 書籍
- 子どもの身長がぐんぐん伸びる!肩甲骨盤連動ストレッチ（2013年8月28日、主婦の友社） - 川合利幸と共著 ISBN 978-4-07-289503-0
- まっぷるマガジン(関西08)大阪（2009年、昭文社）
- SKYWARD（2011年7月、日本航空機内誌）

### プロモーションビデオ
- バレーボウイズ「海へ」（2018年）